# Бозин, Дмитрий Станиславович
Дмитрий Станиславович Бозин (род. 6 ноября 1972, Фрунзе) — российский актёр театра и кино, театральный педагог. Заслуженный артист Российской Федерации (2005).

## Биография
Родился 6 ноября 1972 года в городе Фрунзе (ныне Бишкек), в 1978 году семья переехала в Сибирь, в посёлок Комсомольский[уточнить] Тюменской области.
С 1986 года жил в Новом Уренгое, в 1990 году поступил в РАТИ (ГИТИС) на курс при театре им. Моссовета под художественным руководством Павла Осиповича Хомского.
Работал в театре «Сатирикон» с 1994 по 1995 год.
С 1995 года — ведущий актёр в театре Романа Виктюка, работать в котором начал студентом третьего курса.
С 2017 года — преподаватель в Институте театрального искусства имени народного артиста СССР И.Д. Кобзона.

## Семья
Супруга — Фатима, две дочери: Элина и Дарья.

## Роли в театрах и кино

### Роли втеатре Романа Виктюка
- 1993 — «Рогатка», Николай Коляда — Антон
- 1996 — «Философия в будуаре», Маркиз де Сад — Кавалер де Мирвел
- 1997 — «Путаны», Нино Манфреди — Путто
- 1997 — «Осенние скрипки», Илья Сургучев — Виктор Иванович
- 1998 — «Саломея, или Странные игры Оскара Уайльда» О. Уайльда — Саломея, Альфред Дуглас
- 1999 — «Пробуждение весны», Франк Ведекинд — Мельхиор Габор
- 1999 — «Антонио фон Эльба», Ренато Майнарди — Антонио
- 2000 — «Заводной апельсин», Энтони Берджесс — Алекс
- 2000 — «Мой друг А», Юкио Мисима — Грегор Штрассер
- 2001 — «Мастер и Маргарита» Михаил Булгаков — Воланд
- 2003 — «Мою жену зовут Морис!», Раффи Шарт — Морис Ляппен
- 2004 — «Рудольф Нуреев. Нездешний сад», Азат Абдуллин — Рудольф
- 2005 — «Последняя любовь дон Жуана» Эрик-Эммануэль Шмитта — Дон Жуан
- 2006 — «Сон в летнюю ночь», Уильям Шекспир — Оберон, Тезей
- 2006 — «Непостижимая женщина, живущая в нас или любовные игры», Ханох Левин — Хутнер
- 2006 — «Служанки» по одноимённой пьесе Ж. Жене — Соланж
- 2011 — «Король-Арлекин», Рудольф Лотар — Арлекин
- 2012 — «Коварство и Любовь», Фридрих Шиллер — Вурм
- 2012 — «Маскарад маркиза де Сада» Андрей Максимов — Маркиз де Сад
- 2013 — «Несравненная», Питер Куилтер — Флоренс Фостер Дженкинс
- 2015 — «Федра» , Марина Цветаева — Дух ночи, овладевший маской Федры
- 2019 — «Мелкий бес», Федор Сологуб — Ардальон Передонов
- 2020 — «Отравленная туника», Николай Гумилев — Имр (арабский поэт)
- 2021 — «Пир», Хармс, Друскин, Введенский, Зоболоцкий и другие — Хармс (поэт и драматург. Основатель объединения ОБЭРИУ)[4]
- 2022 - «Мертвые души», Гоголь

### В других театрах
- 1994 — «Канотье», Николай Коляда, режиссёр — Борис Щедрин, «Театр им. Моссовета»-Александр
- 1994 — «Когда пройдёт пять лет», Федерико Гарсия Лорка, режиссёр — Маргарита Терехова, «Театр им. Моссовета», — поэт
- 2000 — «Маугли» моноспектакль — Джозеф Редьярд Киплинг
- 2000 — «Извещение Марии» — Пьер де Краон, Жак Ури
- 2002 — «О — Рэн» камерная опера по мотивам новеллы Акутагавы Рюноске «Странная встреча», дипломный проект режиссёра Светланы Григоруца, мастерская Романа Виктюка — Кин Сан
- 2003 — «Остановка. Призраки», Хельмут Крауссер, режиссёр — Игорь Селин, Центр драматургии и режиссуры п/р А. Казанцева и М. Рощина — Человек в темном плаще
- 2008 — «Дар-Ветер», на стихи Дмитрия Бозина, режиссёр и хореограф Александр Бабенко — Демиург
- 2008 — «Черепаха» музыкально-поэтический дуэт, Мифологический театр Дмитрия Бозина
- 2011 — «Стеклянный зверинец», Теннесси Уильямс, режиссёр — Гульнара Галавинская, «Другой театр» — Джим
- 2012 — «До третьих петухов», Василий Шукшин, режиссёр — Оксана Цехович, «Другой театр» — Онегин, Баба Яга, Чёрт — Маэстро
- 2012 — «Карнавал любви», по пьесе Карло Гольдони Слуга двух господ, режиссёр — Роберт Манукян, «Театр Киноактёра» — Флориндо Аретузи
- 2012 — «Эдип спящий», Максим Мышанский, режиссёр Максим Мышанский — Отец
- 2012 — «Невыносимая любовь к людям» моноспектакль, Мифологический театр Дмитрия Бозина
- 2012 — «Автор категорически не утверждает» моноспектакль, Мифологический театр Дмитрия Бозина
- 2012 — «Орфей и Эвридика», Жан Ануй, режиссёр — Гульнара Галавинская, Театр Луны Сергея Проханова — г-н Анри
- 2012 — «Человек есть Человек», Бертольт Брехт, режиссёр — Мария Поплавская, «Другой театр»-сержант Ферчайлд
- 2014 — «И-НЕ-ЗА-ТЕ-ВАЙ!», Мифологический театр Дмитрия Бозина
- 2015 — «Паганини» (Спектакль в стиле РОК), пластический театр Александра Бабенко — отец Винченцо
- 2016 — «Потому что Весна!» моноспектакль. Мифологический театр Дмитрия Бозина
- 2016 — «Скорпи-Он» моноспектакль. Мифологический театр Дмитрия Бозина
- 2023 — «Дракула. Сквозь века» мюзикл, Константин и Анна Скрипалёвы, режиссёр — Андрей Пляскин. Современный театр антрепризы — Дракула. Влад Цепеш

### Фильмография
- 1992 — Исполнитель приговора — жених
- 2001 — Муки любви
- 2001 — Ростов-папа (История 1-я «Её последняя любовь») — Никита
- 2003 — Бедная Настя — отец Павел, сельский батюшка
- 2003 — Ангел на дорогах (5-я серия) — Маугли
- 2004 — Грехи отцов — Распутин
- 2005 — Верёвка из песка — Георгий Сырцов, частный сыщик
- 2006 — Угон (1-я серия «Дети тьмы»)— Евгений Дёмин
- 2006 — Неосторожность (короткометражный)
- 2007 — Вальс на прощание — эпизод
- 2008 — Мим Бим, или Чужая жизнь — Виктор Гольц
- 2009 — Клетка
- 2009 — Гамлет. XXI век — Актёр

## Награды
- Орден «За заслуги в культуре и искусстве» (21 мая 2024 года) — за большой вклад в развитие отечественной культуры и искусства, многолетнюю плодотворную деятельность[5].
- Заслуженный артист Российской Федерации (27 декабря 2005 года) — за заслуги в области искусства[1].